# Cantone di Huaquillas
Il cantone di Huaquillas è un cantone dell'Ecuador che si trova nella provincia di El Oro.
Il capoluogo del cantone è Huaquillas.